# Осадная башня

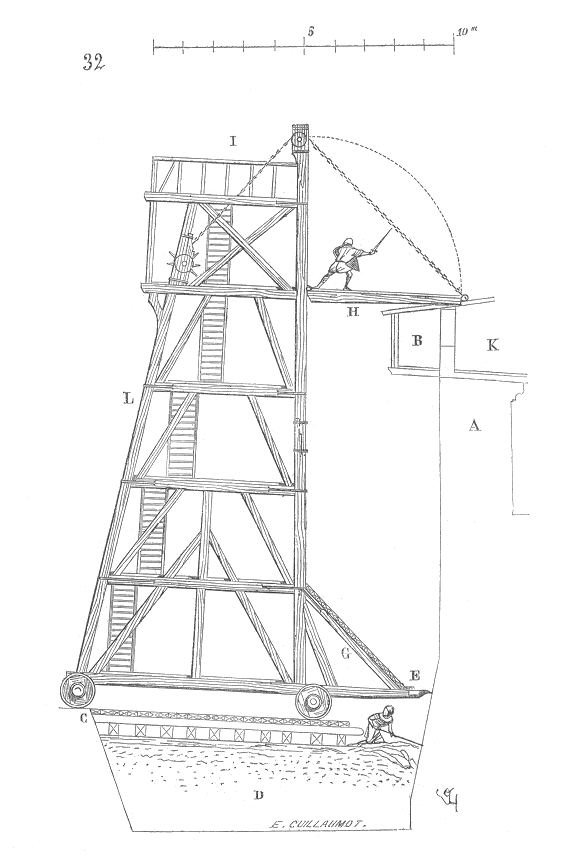
Осадная башня (схема)

Оса́дная ба́шня, подвижная башня, штурмовая башня, тура (лат. turris ambulatoria — передвижная башня) — осадное орудие, предназначенное для обеспечения быстрого доступа осаждающих на стены осаждаемой крепости.
У подвижной башни дополнительной функцией являлось прикрытие штурмующих от обстрела противника при подходе к стенам крепости. Башня представляла собой крупную деревянную конструкцию, обычно прямоугольную в основании. Высотой осадная башня, как правило, равнялась осаждаемой стене или была чуть выше, чтобы лучники осаждающих могли вести стрельбу по защитникам с верхней площадки. Так как материалом для её изготовления служило дерево, для защиты от огня башню покрывали негорючим материалом, обычно это были свежесодранные шкуры скота или, значительно реже, металлические листы. Передвигались башни, как правило, на четырёх колёсах ручной тягой или тягловым скотом. Основным назначением осадной башни было обеспечение штурмовой группе быстрого и массового доступа на стену. Для этого башню подвозили как можно ближе к стене и опускали трап. Таким образом, штурмующие, до опускания трапа прикрытые башней от обстрела противника, могли захватить участок стены и предоставить возможность основным силам ворваться в город или крепость.
Поскольку осадные башни представляли собой громоздкие и неповоротливые сооружения, их транспортировка к месту осады была весьма проблематичной. В связи с этим их, так же, как и требушеты, собирали на месте предстоящей осады. Кроме того, их изготовление занимало значительное время, поэтому к ним прибегали только в случае, если обычные приёмы штурма (применение осадных лестниц, разрушение ворот и стен таранами и метательными орудиями) не приводили к успеху.

## Античность
Первая из осадных башен была построена карфагенянами, впоследствии они получили распространение по всему Средиземноморью. Самая большая осадная башня античности, Элеполис  (греч. Ελέπολις — «захватчик городов»), использованная македонянами при осаде Родоса в 305 году до н. э. имела около 45 метров высоты и около 20 метров ширины. В башне было 9 уровней, а «экипаж» составлял около 200 воинов. Башня приводилась в движение с помощью кабестана.
Однако защитники остановили эту башню, затопив территорию перед стеной, так, что башня завязла в грязи. Это показывает, что для применения больших осадных башен нужна ровная поверхность. Многие крепости и города, находящиеся на возвышенностях, оказывались неуязвимыми для осадных башен в силу неподходящего рельефа местности.
С другой стороны, почти все большие города были выстроены на реках или морском побережье и, таким образом, имели слабые места в окружающих стенах. Кроме того, в таких случаях, башни могли быть сделаны заранее и доставлены к месту осады водным путём. В редких случаях башни могли быть смонтированы на кораблях и использованы для штурма береговых стен. Так было во время осады Кизика во время Третьей Митридатовой войны.

## Средневековье

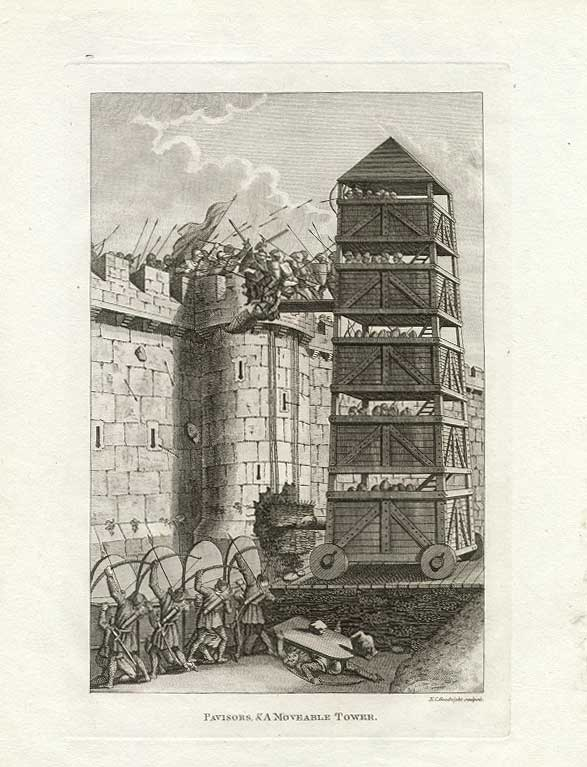
Осадная башня, рисунок XIX века

Применение осадных башен достигло своего пика в период Средневековья. Согласно Пасхальной хронике, авары применяли их в 626 году во время безуспешного штурма Константинополя. Во время этой осады также применялись передвижные укрытия для рабочих, чтобы те могли заполнить ров перед стеной и, тем самым, позволить башне подойти вплотную к стене. Эффективность такого тактического приёма могла быть снижена с помощью конструктивного откоса крепостной стены.
В течение средних веков конструкция осадных башен подверглась усовершенствованию. Например, во время осады замка Кенилуэрт в 1266 году, на одной башне размещалось 200 лучников и 11 катапульт. И, тем не менее, осада замка длилась более полугода, что стало самой длинной осадой в истории Англии.
С появлением артиллерии осадные башни стали устаревать, так как они были нужны для доставки штурмовой группы на высокую стену, а применение артиллерии привело к развитию искусства фортификации в другом направлении, сделав каменные стены городов и замков почти бесполезными. Тем не менее, поздние конструкции осадных башен, известные как батарейные башни, играли свою роль и в эпоху пороха. Их, так же, как и классические осадные башни, делали из дерева на месте осады, и устанавливали на них осадную артиллерию. Одна из таких башен, построенная русским военным инженером Иваном Выродковым, во время осады Казани в 1552 году несла 10 крупнокалиберных артиллерийских орудий и 50 более лёгких.

## Интересные факты

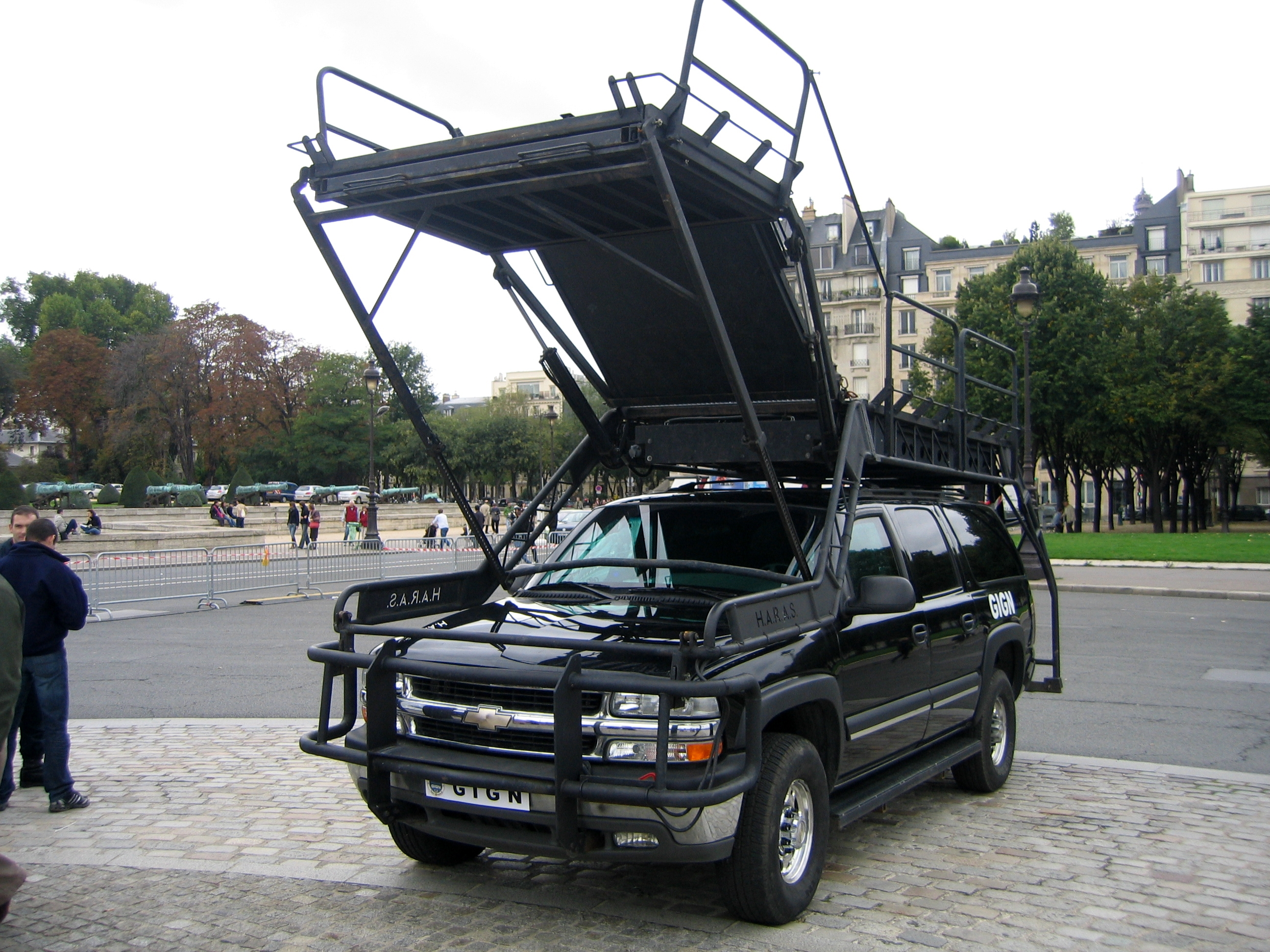
Специальный автомобиль GIGN, предназначенный для штурма зданий.

- В оригинальной версии шахмат, фигура, называемая у нас ладьёй, символизировала колесницу[6]. В европейском же варианте фигура стала осадной башней (и в просторечии называется «турой»). Облик фигуры служит напоминанием об этой трансформации.
- «Турусы на колёсах» — фразеологизм русского языка, означающий «чепуха», «вздор».
- На принципе, схожем со средневековыми штурмовыми башнями, создано несколько современных машин, предназначенных для облегчения доступа штурмующих на верхние этажи зданий. Примером может служить имеющаяся в распоряжении Группы вмешательства французской жандармерии (GIGN) специальная штурмовая машина на базе автомобиля Chevrolet Suburban 4x4 (на илл.)